# 凌志民
凌志民（Ling Chi Man，1976年5月31日—），香港電影編劇、電影製作人。自1997年起從事電影工作，擔任過執行導演、副導演、編劇及製片等多項不同職位。
2024年，凌志民首部執導長片《把幸福拉近一點》上映，電影以甘迺迪氏症病人做主題。

## 參與電影
| 年份 | 中文片名           | 主演                                                 | 備註         |
| 1998 | 烈火戰車2極速傳說  | 鄭伊健、林熙蕾、譚耀文、張栢芝、任達華、陳豪、柯受良 | 導演：劉偉強 |
| 2000 | 常在我心           | 陳奕迅、蔡卓妍、曾江、盧巧音、廖啟智                 | 導演：馬偉豪 |
| 2001 | 欲望之城           | 吳君如、方中信、何超儀、柯受良、黃秋生               | 導演：葉偉文 |
| 2001 | 恐怖熱線之大頭怪嬰 | 何超儀、吳鎮宇、周麗淇、李燦森、路芙、潘紹聰、黃文慧 | 導演：鄭保瑞 |
| 2002 | 熱血青年           | 周英傑、周麗淇、周子駒、梁敏儀                       | 導演：鄭保瑞 |
| 2003 | 源來是愛(福音電影) | 海俊傑、鍾景輝、黃愷欣、邰正宵                       | 導演：冼杞然 |
| 2004 | 新警察故事         | 成龍、謝霆鋒、楊采妮、蔡卓妍、吳彥祖、王傑           | 導演：陳木勝 |
| 2005 | 神話               | 成龍、梁家輝、金喜善                                 | 導演：唐季禮 |

## 編導電影
| 年份 | 中文片名       | 職銜           | 主演                                                                 | 備註                   |
| 2006 | 寶貝計劃       | 現場編劇       | 成龍、古天樂、許冠文、蔡卓妍、應采兒、尹子維、余安安、高圓圓、杜麗莎 | 陳木勝導演電影         |
| 2006 | 反斗狂奔       | 執行導演、編劇 | 洪天明、曾國祥、蔡一智、彭敬慈                                       |                        |
| 2007 | 男兒本色       | 編劇           | 謝霆鋒、房祖名、余文樂、吳京、安志杰、江若琳、林嘉華                 | 陳木勝導演作品         |
| 2008 | 保持通話       | 現場編劇       | 古天樂、徐熙媛、劉燁、張家輝                                         | 陳木勝導演作品         |
| 2010 | 蘇乞兒         | 現場編劇       | 趙文卓、周迅、周杰倫、楊紫瓊、安志杰、郭曉冬                         | 袁和平導演作品         |
| 2010 | 全城戒備       | 編劇           | 郭富城、舒淇、吳京、張靜初、元華、鄒兆龍                             | 陳木勝導演作品         |
| 2013 | 掃毒           | 編劇           | 劉青雲、古天樂、張家輝、袁泉、盧海鵬                                 | 陳木勝導演作品         |
| 2017 | 非凡任務       | 現場編劇       | 黃軒、段奕宏、朗月婷、祖峰、邢佳棟                                   | 麥兆輝、潘耀明導演作品 |
| 2019 | 廉政風雲 煙幕  | 編劇           | 劉青雲、張家輝、林嘉欣                                               | 麥兆輝導演作品         |
| 2024 | 把幸福拉近一點 | 導演           | 凌文龍、林明禎                                                       |                        |

## 其他作品
| 作品名稱                     | 職銜       | 相關組合 | 主演                |
| Lonely Christmas(未發行版本) | 導演、編劇 | C-Plus   | 小肥、小霖          |
| 風的終點                     | 導演、編劇 | Soler    | Junio、Dino、范曉萱 |